# Bengt-Åke Jönsson
Bengt-Åke Jönsson (* um 1939) ist ein schwedischer Badmintonspieler.

## Karriere
Bengt-Åke Jönsson gewann in Schweden sechs Juniorentitel, bevor er 1961 erstmals bei den Erwachsenen erfolgreich war. Weitere Titelgewinne folgten 1962 und 1965. 1963 und 1964 siegte er bei den Norwegian International.

## Sportliche Erfolge
| Saison    | Veranstaltung                     | Disziplin    | Platz | Name                                                   |
| --------- | --------------------------------- | ------------ | ----- | ------------------------------------------------------ |
| 1955/1956 | Schweden: Einzelmeisterschaft U19 | Herrendoppel | 1     | Bengt-Åke Jönsson / Bo Torstensson (Smash)             |
| 1955/1956 | Schweden: Einzelmeisterschaft U19 | Mixed        | 1     | Bengt-Åke Jönsson / Kerstin Andersson (Smash)          |
| 1956/1957 | Schweden: Einzelmeisterschaft U19 | Mixed        | 1     | Bengt-Åke Jönsson / Anita Billberg (Smash)             |
| 1957/1958 | Schweden: Einzelmeisterschaft U19 | Herrendoppel | 1     | Bengt-Åke Jönsson / Kaj Karyd (Smash / MFF)            |
| 1957/1958 | Schweden: Einzelmeisterschaft U19 | Herreneinzel | 1     | Bengt-Åke Jönsson (Smash)                              |
| 1957/1958 | Schweden: Einzelmeisterschaft U19 | Mixed        | 1     | Bengt-Åke Jönsson / Jane Lundgren (Smash / BK Aura)    |
| 1960/1961 | Schweden: Einzelmeisterschaft     | Mixed        | 1     | Bengt-Åke Jönsson / Anita Billberg (BK Smash)          |
| 1960/1961 | Schweden: Einzelmeisterschaft     | Herrendoppel | 1     | Bengt-Åke Jönsson / Göran Wahlqvist (Smash)            |
| 1961/1962 | Schweden: Einzelmeisterschaft     | Herrendoppel | 1     | Bengt-Åke Jönsson / Göran Wahlqvist (Smash)            |
| 1963      | Norwegian International           | Herrendoppel | 1     | Bengt-Åke Jönsson / Ingemar Eliasson                   |
| 1964      | Norwegian International           | Herrendoppel | 1     | Bengt-Åke Jönsson / Willy Lund                         |
| 1964      | Norwegian International           | Mixed        | 1     | Bengt-Åke Jönsson / Gunilla Dahlström                  |
| 1964/1965 | Schweden: Einzelmeisterschaft     | Mixed        | 1     | Bengt-Åke Jönsson / Gunilla Dahlström (BK Smash / AIK) |